# Campeonato Sudamericano de Baloncesto Sub-17 de 2011
El Campeonato Sudamericano de Baloncesto Sub-17 de 2011 corresponde a la VIII edición del Campeonato Sudamericano de Baloncesto Sub-17, fue organizado por FIBA Américas. Fue disputado en el Coliseo Toto Hernández en Cúcuta capital del Norte de Santander en Colombia entre el 16 de julio y el 23 de julio de 2011 y los 3 mejores clasifican al Fiba Americas Sub-18 a realizarse en 2012

## Primera fase
|   | Equipo    | Pts | J | G | P | PF  | PC  | Dif  |
| - | --------- | --- | - | - | - | --- | --- | ---- |
| 1 | Brasil    | 14  | 7 | 7 | 0 | 473 | 319 | +154 |
| 2 | Argentina | 12  | 7 | 5 | 2 | 456 | 359 | +97  |
| 3 | Colombia  | 12  | 7 | 5 | 2 | 427 | 395 | +32  |
| 4 | Uruguay   | 11  | 7 | 4 | 3 | 423 | 378 | +45  |
| 5 | Chile     | 10  | 7 | 3 | 4 | 413 | 436 | -23  |
| 6 | Venezuela | 10  | 7 | 3 | 4 | 434 | 507 | -73  |
| 7 | Ecuador   | 8   | 7 | 1 | 6 | 353 | 416 | -63  |
| 8 | Paraguay  | 7   | 7 | 0 | 7 | 332 | 501 | -169 |

| 16 de julio, 13:00                        | Brasil                              | 69 - 40                             | Paraguay                       |  |
| Reporte                                   |                                     |                                     |                                |  |
| Parciales: 14-5, 12-7, 28-17, 15-11       | Parciales: 14-5, 12-7, 28-17, 15-11 | Parciales: 14-5, 12-7, 28-17, 15-11 | Coliseo Toto Hernández, Cúcuta |  |
| Arthur Pecos Fernandes Da Silva 21 puntos | Pts                                 | Fernando Gabriel Dose 15 puntos     | Coliseo Toto Hernández, Cúcuta |  |
| Deryk Evandro Ramos 5 rebotes             | Rebs                                | Fernando Gabriel Dose 9 rebotes     | Coliseo Toto Hernández, Cúcuta |  |
| Deryk Evandro Ramos 1 asistencias         | Asists                              | Marcelo Scura 2 asistencias         | Coliseo Toto Hernández, Cúcuta |  |

| 16 de julio, 15:00                   | Chile                                | 51 - 67                              | Argentina                      |  |
| Reporte                              |                                      |                                      |                                |  |
| Parciales: 15-16, 15-14, 9-18, 12-19 | Parciales: 15-16, 15-14, 9-18, 12-19 | Parciales: 15-16, 15-14, 9-18, 12-19 | Coliseo Toto Hernández, Cúcuta |  |
| Pablo Andrés Barraza 16 puntos       | Pts                                  | Gabriel Deck 19 puntos               | Coliseo Toto Hernández, Cúcuta |  |
| Ivo Bodizar Zivkovic 6 rebotes       | Rebs                                 | Gonzalo Emanuel Torres 7 rebotes     | Coliseo Toto Hernández, Cúcuta |  |
| Darrol Michael Jones 1 asistencias   | Asists                               | Matias Bernardini 2 asistencias      | Coliseo Toto Hernández, Cúcuta |  |

| 16 de julio, 17:00                   | Uruguay                              | 67 - 64                              | Venezuela                      |  |
| Reporte                              |                                      |                                      |                                |  |
| Parciales: 22-18, 6-13, 17-19, 22-14 | Parciales: 22-18, 6-13, 17-19, 22-14 | Parciales: 22-18, 6-13, 17-19, 22-14 | Coliseo Toto Hernández, Cúcuta |  |
| Luciano Parodi 24 puntos             | Pts                                  | Jesus Francisco Medina 22 puntos     | Coliseo Toto Hernández, Cúcuta |  |
| Hernando Cáceres 8 rebotes           | Rebs                                 | Jesus Francisco Medina 10 rebotes    | Coliseo Toto Hernández, Cúcuta |  |
| Luciano Parodi 3 asistencias         | Asists                               | Osmar Luis Álvarez 1 asistencia      | Coliseo Toto Hernández, Cúcuta |  |

| 16 de julio, 20:00                   | Colombia                             | 74 - 52                                | Ecuador                        |  |
| Reporte                              |                                      |                                        |                                |  |
| Parciales: 20-15, 15-17, 26-8, 13-12 | Parciales: 20-15, 15-17, 26-8, 13-12 | Parciales: 20-15, 15-17, 26-8, 13-12   | Coliseo Toto Hernández, Cúcuta |  |
| Tonny Jose Trocha 15 puntos          | Pts                                  | Bryan Rangel Ayovi 14 puntos           | Coliseo Toto Hernández, Cúcuta |  |
| Tonny Jose Trocha 16 rebotes         | Rebs                                 | Carlos Javier Cortez 6 rebotes         | Coliseo Toto Hernández, Cúcuta |  |
| Tonny Jose Trocha 3 asistencias      | Asists                               | Miguel Ronaldo Bermúdez 13 asistencias | Coliseo Toto Hernández, Cúcuta |  |

| 17 de julio, 14:00                    | Ecuador                               | 49 - 63                               | Argentina                      |  |
| Reporte                               |                                       |                                       |                                |  |
| Parciales: 14-12, 10-14, 11-25, 14-12 | Parciales: 14-12, 10-14, 11-25, 14-12 | Parciales: 14-12, 10-14, 11-25, 14-12 | Coliseo Toto Hernández, Cúcuta |  |
| Edgar Bernal 12 puntos                | Pts                                   | Gabriel Deck 12 puntos                | Coliseo Toto Hernández, Cúcuta |  |
| Guido Daniel Ramírez 7 rebotes        | Rebs                                  | Gonzalo Emanuel Torres 6 rebotes      | Coliseo Toto Hernández, Cúcuta |  |
| Miguel Ronaldo Bermúdez 1 asistencias | Asists                                | Juan Martin Campos 2 asistencias      | Coliseo Toto Hernández, Cúcuta |  |

| 17 de julio, 16:00                   | Paraguay                             | 51 - 68                              | Venezuela                      |  |
| Reporte                              |                                      |                                      |                                |  |
| Parciales: 16-18, 16-16, 3-10, 16-24 | Parciales: 16-18, 16-16, 3-10, 16-24 | Parciales: 16-18, 16-16, 3-10, 16-24 | Coliseo Toto Hernández, Cúcuta |  |
| Leandro Evair Ferreira 15 puntos     | Pts                                  | Luis Jose Madera 17 puntos           | Coliseo Toto Hernández, Cúcuta |  |
| Fernando Gabriel Dose 12 rebotes     | Rebs                                 | José Gregorio Rodríguez 19 rebotes   | Coliseo Toto Hernández, Cúcuta |  |
| Cesar Mora 1 asistencias             | Asists                               | Osmar Luis Álvarez 3 asistencias     | Coliseo Toto Hernández, Cúcuta |  |

| 17 de julio, 18:00                   | Brasil                               | 74 - 44                              | Chile                          |  |
| Reporte                              |                                      |                                      |                                |  |
| Parciales: 19-10, 19-12, 20-14, 16-8 | Parciales: 19-10, 19-12, 20-14, 16-8 | Parciales: 19-10, 19-12, 20-14, 16-8 | Coliseo Toto Hernández, Cúcuta |  |
| Deryk Evandro Ramos 19 puntos        | Pts                                  | Darrol Michael Jones 18 puntos       | Coliseo Toto Hernández, Cúcuta |  |
| Erick Mathias Vierne 5 rebotes       | Rebs                                 | Darrol Michael Jones 8 rebotes       | Coliseo Toto Hernández, Cúcuta |  |
| Deryk Evandro Ramos 5 asistencias    | Asists                               | Darrol Michael Jones 2 asistencias   | Coliseo Toto Hernández, Cúcuta |  |

| 17 de julio, 20:00                | Colombia                          | 43 - 41                           | Uruguay                        |  |
| Reporte                           |                                   |                                   |                                |  |
| Parciales: 10-10, 8-9, 17-14, 8-8 | Parciales: 10-10, 8-9, 17-14, 8-8 | Parciales: 10-10, 8-9, 17-14, 8-8 | Coliseo Toto Hernández, Cúcuta |  |
| Tonny Jose Trocha 13 puntos       | Pts                               | Hernando Cáceres 11 puntos        | Coliseo Toto Hernández, Cúcuta |  |
| Tonny Jose Trocha 10 rebotes      | Rebs                              | Hernando Cáceres 15 rebotes       | Coliseo Toto Hernández, Cúcuta |  |
| Juan Jose López 3 asistencias     | Asists                            | Luciano Parodi 2 asistencias      | Coliseo Toto Hernández, Cúcuta |  |

| 18 de julio, 14:00                           | Ecuador                             | 65 - 47                                   | Paraguay                       |  |
| Reporte                                      |                                     |                                           |                                |  |
| Parciales: 5-5, 22-10, 12-18, 26-14          | Parciales: 5-5, 22-10, 12-18, 26-14 | Parciales: 5-5, 22-10, 12-18, 26-14       | Coliseo Toto Hernández, Cúcuta |  |
| Carlos Javier Cortez Cabezas 24 puntos       | Pts                                 | Fernando Gabriel Dose Rodas 13 puntos     | Coliseo Toto Hernández, Cúcuta |  |
| Carlos Javier Cortez Cabezas 10 rebotes      | Rebs                                | Fernando Gabriel Dose Rodas 11 rebotes    | Coliseo Toto Hernández, Cúcuta |  |
| Miguel Ronaldo Bermúdez Valdez 3 asistencias | Asists                              | Fernando Gabriel Dose Rodas 1 asistencias | Coliseo Toto Hernández, Cúcuta |  |

| 18 de julio, 16:00                            | Brasil                               | 100 - 47                               | Venezuela                      |  |
| Reporte                                       |                                      |                                        |                                |  |
| Parciales: 19-18, 17-11, 34-7, 30-11          | Parciales: 19-18, 17-11, 34-7, 30-11 | Parciales: 19-18, 17-11, 34-7, 30-11   | Coliseo Toto Hernández, Cúcuta |  |
| Arthur Pecos Fernandes Da Silva 22 puntos     | Pts                                  | Jesus Francisco Medina López 12 puntos | Coliseo Toto Hernández, Cúcuta |  |
| Eduardo Du Sommer 10 rebotes                  | Rebs                                 | Jesus Francisco Medina López 9 rebotes | Coliseo Toto Hernández, Cúcuta |  |
| Arthur Pecos Fernandes Da Silva 3 asistencias | Asists                               | Luis Jose Madera Pérez 1 asistencias   | Coliseo Toto Hernández, Cúcuta |  |

| 18 de julio, 18:00                   | Argentina                           | 38 - 60                             | Uruguay                        |  |
| Reporte                              |                                     |                                     |                                |  |
| Parciales: 10-20, 2-15, 10-9, 16-16  | Parciales: 10-20, 2-15, 10-9, 16-16 | Parciales: 10-20, 2-15, 10-9, 16-16 | Coliseo Toto Hernández, Cúcuta |  |
| Lucas Jesús Chaves 15 puntos         | Pts                                 | Hernando Cáceres Acosta 19 puntos   | Coliseo Toto Hernández, Cúcuta |  |
| Lucas Gabriel Gonzales 6 rebotes     | Rebs                                | Hernando Cáceres Acosta 13 rebotes  | Coliseo Toto Hernández, Cúcuta |  |
| Matías Ezequiel Stival 3 asistencias | Asists                              | Facundo Alonso Alamo 1 asistencias  | Coliseo Toto Hernández, Cúcuta |  |

| 18 de julio, 20:00                    | Colombia                              | 66 - 61                                          | Chile                          |  |
| Reporte                               |                                       |                                                  |                                |  |
| Parciales: 14-12, 19-14, 15-17, 18-18 | Parciales: 14-12, 19-14, 15-17, 18-18 | Parciales: 14-12, 19-14, 15-17, 18-18            | Coliseo Toto Hernández, Cúcuta |  |
| Tonny Jose Trocha Morelos 32 puntos   | Pts                                   | Pablo Andrés Barraza Gpomez 22 puntos            | Coliseo Toto Hernández, Cúcuta |  |
| Andrés Mosquera 11 rebotes            | Rebs                                  | Darrol Michael Jones Navarrete 12 rebotes        | Coliseo Toto Hernández, Cúcuta |  |
| Braian Angola-Rodas 4 asistencias     | Asists                                | Ricardo Sebastian Cardenas González 1 asistencia | Coliseo Toto Hernández, Cúcuta |  |

| 19 de julio, 14:00                  | Ecuador                             | 48 - 56                               | Chile                          |  |
| Reporte                             |                                     |                                       |                                |  |
| Parciales: 3-17, 15-9, 17-15, 13-15 | Parciales: 3-17, 15-9, 17-15, 13-15 | Parciales: 3-17, 15-9, 17-15, 13-15   | Coliseo Toto Hernández, Cúcuta |  |
| Bryan Rangel Ayovi 14 puntos        | Pts                                 | Pablo Andrés Barraza 21 puntos        | Coliseo Toto Hernández, Cúcuta |  |
| Miguel Ronaldo Bermúdez 13 rebotes  | Rebs                                | Ignacio Alonso Sanino 7 rebotes       | Coliseo Toto Hernández, Cúcuta |  |
| Bryan Rangel Ayovi 2 asistencias    | Asists                              | Simon Gabriel Fernández 3 asistencias | Coliseo Toto Hernández, Cúcuta |  |

| 19 de julio, 16:00                 | Paraguay                           | 33 - 84                            | Argentina                      |  |
| Reporte                            |                                    |                                    |                                |  |
| Parciales: 2-13, 14-30, 8-22, 9-19 | Parciales: 2-13, 14-30, 8-22, 9-19 | Parciales: 2-13, 14-30, 8-22, 9-19 | Coliseo Toto Hernández, Cúcuta |  |
| Cesar Mora 9 puntos                | Pts                                | Gonzalo Emanuel Torres 16 puntos   | Coliseo Toto Hernández, Cúcuta |  |
| Fernando Gabriel Dose 4 rebotes    | Rebs                               | Gonzalo Emanuel Torres 10 rebotes  | Coliseo Toto Hernández, Cúcuta |  |
| Bruno Ariel González 1 asistencia  | Asists                             | Lucas Jesús Chaves 5 asistencias   | Coliseo Toto Hernández, Cúcuta |  |

| 19 de julio, 18:00                   | Uruguay                              | 45 - 54                              | Brasil                         |  |
| Reporte                              |                                      |                                      |                                |  |
| Parciales: 11-12, 10-5, 13-17, 11-20 | Parciales: 11-12, 10-5, 13-17, 11-20 | Parciales: 11-12, 10-5, 13-17, 11-20 | Coliseo Toto Hernández, Cúcuta |  |
| Hernando Cáceres 12 puntos           | Pts                                  | Leonardo Demetrio 13 puntos          | Coliseo Toto Hernández, Cúcuta |  |
| Hernando Cáceres 15 rebotes          | Rebs                                 | Lucas Dias 10 rebotes                | Coliseo Toto Hernández, Cúcuta |  |
| Luciano Parodi 1 asistencias         | Asists                               | Deryk Evandro Ramos                  | Coliseo Toto Hernández, Cúcuta |  |

| 19 de julio, 20:00                    | Colombia                              | 79 - 70                               | Venezuela                      |  |
| Reporte                               |                                       |                                       |                                |  |
| Parciales: 25-17, 14-15, 16-13, 24-25 | Parciales: 25-17, 14-15, 16-13, 24-25 | Parciales: 25-17, 14-15, 16-13, 24-25 | Coliseo Toto Hernández, Cúcuta |  |
| Tonny Jose Trocha 18 puntos           | Pts                                   | Jesus Francisco Medina 20 puntos      | Coliseo Toto Hernández, Cúcuta |  |
| Tonny Jose Trocha 13 rebotes          | Rebs                                  | Jesus Francisco Medina 10 rebotes     | Coliseo Toto Hernández, Cúcuta |  |
| Braian Angola 3 asistencias           | Asists                                | Luis Jose Madera 1 asistencia         | Coliseo Toto Hernández, Cúcuta |  |

| 20 de julio, 14:00                    | Uruguay                             | 60 - 47                                      | Ecuador                        |  |
| Reporte                               |                                     |                                              |                                |  |
| Parciales: 12-6, 19-8, 16-15, 13-18   | Parciales: 12-6, 19-8, 16-15, 13-18 | Parciales: 12-6, 19-8, 16-15, 13-18          | Coliseo Toto Hernández, Cúcuta |  |
| Hernando Cáceres Acosta 16 puntos     | Pts                                 | Bryan Rangel Ayovi Quiñonez 15 puntos        | Coliseo Toto Hernández, Cúcuta |  |
| Hernando Cáceres Acosta 16 rebotes    | Rebs                                | Jhon Jairo Castillo Borja 11 rebotes         | Coliseo Toto Hernández, Cúcuta |  |
| Luciano Parodi González 2 asistencias | Asists                              | Miguel Ronaldo Bermúdez Valdez 3 asistencias | Coliseo Toto Hernández, Cúcuta |  |

| 20 de julio, 16:00                         | Paraguay                             | 52 - 66                                     | Chile                          |  |
| Reporte                                    |                                      |                                             |                                |  |
| Parciales: 10-14, 17-19, 9-17, 16-16       | Parciales: 10-14, 17-19, 9-17, 16-16 | Parciales: 10-14, 17-19, 9-17, 16-16        | Coliseo Toto Hernández, Cúcuta |  |
| Leandro Evair Ferreira Massare 19 puntos   | Pts                                  | Pablo Andrés Barraza Gómez 26 puntos        | Coliseo Toto Hernández, Cúcuta |  |
| Oscar Dario Segovia Rinke 7 rebotes        | Rebs                                 | Ivo Bodizar Zivkovic Zencovich 7 rebotes    | Coliseo Toto Hernández, Cúcuta |  |
| Bruno Ariel González Galeano 3 asistencias | Asists                               | Simon Gabriel Fernández Pérez 3 asistencias | Coliseo Toto Hernández, Cúcuta |  |

| 20 de julio, 18:00                   | Argentina                            | 93 - 57                                 | Venezuela                      |  |
| Reporte                              |                                      |                                         |                                |  |
| Parciales: 16-8, 19-11, 29-19, 29-19 | Parciales: 16-8, 19-11, 29-19, 29-19 | Parciales: 16-8, 19-11, 29-19, 29-19    | Coliseo Toto Hernández, Cúcuta |  |
| Lucas Jesús Chaves 29 puntos         | Pts                                  | Jesus Francisco Medina López 17 puntos  | Coliseo Toto Hernández, Cúcuta |  |
| Gabriel Deck 6 rebotes               | Rebs                                 | Jesus Francisco Medina López 13 rebotes | Coliseo Toto Hernández, Cúcuta |  |
| Lucas Jesús Chaves 3 asistencias     | Asists                               | Osmar Luis Álvarez Colina 1 asistencia  | Coliseo Toto Hernández, Cúcuta |  |

| 20 de julio, 20:00                   | Colombia                             | 53 - 63                                   | Brasil                         |  |
| Reporte                              |                                      |                                           |                                |  |
| Parciales: 12-16, 16-14, 4-13, 21-20 | Parciales: 12-16, 16-14, 4-13, 21-20 | Parciales: 12-16, 16-14, 4-13, 21-20      | Coliseo Toto Hernández, Cúcuta |  |
| Braian Angola-Rodas 19 puntos        | Pts                                  | Arthur Pecos Fernandes Da Silva 12 puntos | Coliseo Toto Hernández, Cúcuta |  |
| Tonny Jose Trocha Morelos 12 rebotes | Rebs                                 | Lucas Dias Silva 10 rebotes               | Coliseo Toto Hernández, Cúcuta |  |
| Braian Angola-Rodas 2 asistencias    | Asists                               | Leonardo Demetrio 3 asistencias           | Coliseo Toto Hernández, Cúcuta |  |

| 21 de julio, 14:00                         | Venezuela                           | 59 - 53                                    | Ecuador                        |  |
| Reporte                                    |                                     |                                            |                                |  |
| Parciales: 20-13, 9-8, 17-16, 13-16        | Parciales: 20-13, 9-8, 17-16, 13-16 | Parciales: 20-13, 9-8, 17-16, 13-16        | Coliseo Toto Hernández, Cúcuta |  |
| Osmar Luis Álvarez Colina 17 puntos        | Pts                                 | Miguel Ronaldo Bermúdez Valdez 13 puntos   | Coliseo Toto Hernández, Cúcuta |  |
| Jesus Francisco Medina López 13 rebotes    | Rebs                                | Carlos Javier Cortez Cabezas 10 rebotes    | Coliseo Toto Hernández, Cúcuta |  |
| Jesus Francisco Medina López 2 asistencias | Asists                              | Guido Daniel Ramírez Ramírez 4 asistencias | Coliseo Toto Hernández, Cúcuta |  |

| 21 de julio, 16:00                           | Chile                                 | 71 - 60                               | Uruguay                        |  |
| Reporte                                      |                                       |                                       |                                |  |
| Parciales: 13-13, 22-13, 17-17, 19-17        | Parciales: 13-13, 22-13, 17-17, 19-17 | Parciales: 13-13, 22-13, 17-17, 19-17 | Coliseo Toto Hernández, Cúcuta |  |
| Darrol Michael Jones Navarrete 28 puntos     | Pts                                   | Rodrigo Brause Label 14 puntos        | Coliseo Toto Hernández, Cúcuta |  |
| Ivo Bodizar Zivkovic Zencovich 9 rebotes     | Rebs                                  | Hernando Cáceres Acosta 20 rebotes    | Coliseo Toto Hernández, Cúcuta |  |
| Darrol Michael Jones Navarrete 4 asistencias | Asists                                | Lucas Vassallucci 2 asistencias       | Coliseo Toto Hernández, Cúcuta |  |

| 21 de julio, 18:00                        | Brasil                              | 56 - 51                              | Argentina                      |  |
| Reporte                                   |                                     |                                      |                                |  |
| Parciales: 10-16, 7-6, 20-13, 19-16       | Parciales: 10-16, 7-6, 20-13, 19-16 | Parciales: 10-16, 7-6, 20-13, 19-16  | Coliseo Toto Hernández, Cúcuta |  |
| Arthur Pecos Fernandes Da Silva 17 puntos | Pts                                 | Gabriel Deck 13 puntos               | Coliseo Toto Hernández, Cúcuta |  |
| Lucas Dias Silva 11 rebotes               | Rebs                                | Gabriel Deck 8 rebotes               | Coliseo Toto Hernández, Cúcuta |  |
| Luis Felipe Ricci Maia 2 asistencias      | Asists                              | Matias Ezequiel Stival 3 asistencias | Coliseo Toto Hernández, Cúcuta |  |

| 21 de julio, 20:00                   | Colombia                             | 59 - 48                                      | Paraguay                       |  |
| Reporte                              |                                      |                                              |                                |  |
| Parciales: 18-10, 14-8, 14-14, 13-16 | Parciales: 18-10, 14-8, 14-14, 13-16 | Parciales: 18-10, 14-8, 14-14, 13-16         | Coliseo Toto Hernández, Cúcuta |  |
| Braian Angola-Rodas 18 puntos        | Pts                                  | Leandro Evair Ferreira Massare 16 puntos     | Coliseo Toto Hernández, Cúcuta |  |
| Tonny Jose Trocha Morelos 11 rebotes | Rebs                                 | Fernando Gabriel Dose Rodas 5 rebotes        | Coliseo Toto Hernández, Cúcuta |  |
| Braian Angola-Rodas 5 asistencias    | Asists                               | Leandro Evair Ferreira Massare 1 asistencias | Coliseo Toto Hernández, Cúcuta |  |

| 22 de julio, 14:00                         | Uruguay                               | 90 - 61                                      | Paraguay                       |  |
| Reporte                                    |                                       |                                              |                                |  |
| Parciales: 21-11, 21-21, 29-18, 19-11      | Parciales: 21-11, 21-21, 29-18, 19-11 | Parciales: 21-11, 21-21, 29-18, 19-11        | Coliseo Toto Hernández, Cúcuta |  |
| Rodrigo Brause Label 20 puntos             | Pts                                   | Leandro Evair Ferreira Massare 15 puntos     | Coliseo Toto Hernández, Cúcuta |  |
| Hernando Cáceres Acosta 7 rebotes          | Rebs                                  | Fernando Gabriel Dose Rodas 7 rebotes        | Coliseo Toto Hernández, Cúcuta |  |
| Juan Salvador Zanotta Dalmao 3 asistencias | Asists                                | Leandro Evair Ferreira Massare 3 asistencias | Coliseo Toto Hernández, Cúcuta |  |

| 22 de julio, 16:00                           | Ecuador                             | 39 - 57                                   | Brasil                         |  |
| Reporte                                      |                                     |                                           |                                |  |
| Parciales: 8-12, 6-16, 13-17, 12-12          | Parciales: 8-12, 6-16, 13-17, 12-12 | Parciales: 8-12, 6-16, 13-17, 12-12       | Coliseo Toto Hernández, Cúcuta |  |
| Rodrigo Oswaldo Haro Vivanco 11 puntos       | Pts                                 | Arthur Pecos Fernandes Da Silva 12 puntos | Coliseo Toto Hernández, Cúcuta |  |
| David Andrés Torres Solorzano 7 rebotes      | Rebs                                | Eduardo Du Sommer 9 rebotes               | Coliseo Toto Hernández, Cúcuta |  |
| Miguel Ronaldo Bermúdez Valdez 2 asistencias | Asists                              | Erick Mathias Vierne 7 asistencias        | Coliseo Toto Hernández, Cúcuta |  |

| 22 de julio, 18:00                      | Venezuela                             | 69 - 64                                    | Chile                          |  |
| Reporte                                 |                                       |                                            |                                |  |
| Parciales: 23-16, 18-10, 11-22, 17-16   | Parciales: 23-16, 18-10, 11-22, 17-16 | Parciales: 23-16, 18-10, 11-22, 17-16      | Coliseo Toto Hernández, Cúcuta |  |
| Danger Ortiz 21 puntos                  | Pts                                   | Pablo Andrés Barraza Gomez 28 puntos       | Coliseo Toto Hernández, Cúcuta |  |
| Jesus Francisco Medina López 11 rebotas | Rebs                                  | Darrol Michael Jones Navarrete 6 rebotes   | Coliseo Toto Hernández, Cúcuta |  |
| Osmar Luis Álvarez Colina 2 asistencias | Asists                                | Ignacio Alonso Sanino Zavala 4 asistencias | Coliseo Toto Hernández, Cúcuta |  |

| 22 de julio, 20:00                    | Colombia                              | 53 - 60                               | Argentina                      |  |
| Reporte                               |                                       |                                       |                                |  |
| Parciales: 11-21, 10-13, 13-16, 19-10 | Parciales: 11-21, 10-13, 13-16, 19-10 | Parciales: 11-21, 10-13, 13-16, 19-10 | Coliseo Toto Hernández, Cúcuta |  |
| Braian Angola-Rodas 23 puntos         | Pts                                   | Lucas Jesús Chaves 17 puntos          | Coliseo Toto Hernández, Cúcuta |  |
| Tonny Jose Trocha Morelos 12 rebotes  | Rebs                                  | Gonzalo Emanuel Torres 6 rebotes      | Coliseo Toto Hernández, Cúcuta |  |
| Juan Jose López Mendoza 2 asistencias | Asists                                | Lucas Jesús Chaves 3 asistencias      | Coliseo Toto Hernández, Cúcuta |  |

### Partido del 7 lugar
| 23 de julio, 13:00                         | Paraguay                            | 59 - 42                                      | Ecuador                        |  |
| Reporte                                    |                                     |                                              |                                |  |
| Parciales: 23-12, 18-7, 8-13, 10-10        | Parciales: 23-12, 18-7, 8-13, 10-10 | Parciales: 23-12, 18-7, 8-13, 10-10          | Coliseo Toto Hernández, Cúcuta |  |
| Diego Gabriel Maldonado Quintana 13 puntos | Pts                                 | Edgar Bernal 11 puntos                       | Coliseo Toto Hernández, Cúcuta |  |
| Bruno Ariel González Galeano 7 rebotes     | Rebs                                | Carlos Javier Cortez Cabezas 9 rebotes       | Coliseo Toto Hernández, Cúcuta |  |
| Edgar Riveros Rolon 3 asistencias          | Asists                              | Miguel Ronaldo Bermúdez Valdez 2 asistencias | Coliseo Toto Hernández, Cúcuta |  |

### Partido del 5 lugar
| 23 de julio, 15:00                        | Chile                                 | 65 - 53                                 | Venezuela                      |  |
| Reporte                                   |                                       |                                         |                                |  |
| Parciales: 16-13, 18-10, 17-19, 14-11     | Parciales: 16-13, 18-10, 17-19, 14-11 | Parciales: 16-13, 18-10, 17-19, 14-11   | Coliseo Toto Hernández, Cúcuta |  |
| Darrol Michael Jones Navarrete 27 puntos  | Pts                                   | Danger Ortiz 21 puntos                  | Coliseo Toto Hernández, Cúcuta |  |
| Darrol Michael Jones Navarrete 16 rebotes | Rebs                                  | Jesus Francisco Medina López 14 rebotes | Coliseo Toto Hernández, Cúcuta |  |
| Pablo Andrés Barraza Gomez 2 asistencias  | Asists                                | Romeo Claudio Gobbo Navas 2 asistencias | Coliseo Toto Hernández, Cúcuta |  |

## Fase final

### Partido del 3 lugar
| 23 de julio, 17:00                    | Uruguay                             | 43 - 51                               | Colombia                       |  |
| Reporte                               |                                     |                                       |                                |  |
| Parciales: 14-11, 3-4, 13-16, 13-20   | Parciales: 14-11, 3-4, 13-16, 13-20 | Parciales: 14-11, 3-4, 13-16, 13-20   | Coliseo Toto Hernández, Cúcuta |  |
| Rodrigo Brause Label 13 puntos        | Pts                                 | Tonny Jose Trocha Morelos 14 puntos   | Coliseo Toto Hernández, Cúcuta |  |
| Hernando Cáceres Acosta 8 rebotes     | Rebs                                | Tonny Jose Trocha Morelos 18 rebotes  | Coliseo Toto Hernández, Cúcuta |  |
| Luciano Parodi González 2 asistencias | Asists                              | Juan Jose López Mendoza 4 asistencias | Coliseo Toto Hernández, Cúcuta |  |

### Final
| 23 de julio, 19:00                   | Brasil                               | 74 - 48                              | Argentina                      |  |
| Reporte                              |                                      |                                      |                                |  |
| Parciales: 17-9, 11-12, 21-12, 25-15 | Parciales: 17-9, 11-12, 21-12, 25-15 | Parciales: 17-9, 11-12, 21-12, 25-15 | Coliseo Toto Hernández, Cúcuta |  |
| Deryk Evandro Ramos 23 puntos        | Pts                                  | Matias Bernardini 15 puntos          | Coliseo Toto Hernández, Cúcuta |  |
| Eduardo Du Sommer 11 rebotes         | Rebs                                 | Franco Barroso 8 rebotes             | Coliseo Toto Hernández, Cúcuta |  |
| Deryk Evandro Ramos 2 asistencias    | Asists                               | Matias Bernardini 2 asistencias      | Coliseo Toto Hernández, Cúcuta |  |

| Brasil         |
| Campeón Brasil |
| Segundo Título |

## Clasificación
| Posición | Equipo    |
| -------- | --------- |
| 1        | Brasil    |
| 2        | Argentina |
| 3        | Colombia  |
| 4        | Uruguay   |
| 5        | Chile     |
| 6        | Venezuela |
| 7        | Paraguay  |
| 8        | Ecuador   |

## Clasificados al FIBA Américas Sub-18 2012
| Bandera de Brasil | Bandera de Argentina | Bandera de Colombia |
| Brasil            | Argentina            | Colombia            |
| ----------------- | -------------------- | ------------------- |